# Attaché
Attachéⓘ (czyt. atasze, z fr.: przydzielony, doczepiony) – najniższy stopień dyplomatyczny członka personelu dyplomatycznego państwa wysyłającego w państwie przyjmującym. Wyjątkiem jest attaché wojskowy, który – zachowując tradycyjną nazwę – ma wysoki stopień dyplomatyczny.
Wobec konieczności zmian w stosunkach międzynarodowych w XX w. zaczęto nominować do pracy w misjach dyplomatycznych specjalistów z różnych dziedzin. Powstały m.in. stopnie attaché: konsularnego, prasowego, ekonomicznego, technicznego, morskiego itp.
Stanowisko attaché w organizacji administracji rządowej może wiązać się z dostępem do informacji niejawnych, stanowiących tajemnicę państwową.
Urzędem attaché jest ataszat (attachat).